# Calliactis parasitica
De heremietzeeanemoon (Calliactis parasitica) is een zeeanemonensoort uit de familie Hormathiidae. Calliactis parasitica werd in 1838 voor het eerst wetenschappelijk beschreven door Couch.

## Beschrijving
De zeeanemoon Calliactis parasitica is tot 100 mm lang en 80 mm breed, waarbij de basis van de kolom iets breder is. Het oppervlak van de kolom is ruw en leerachtig met een korrelig uiterlijk, maar heeft geen knobbeltjes en is niet verdeeld in secties. Het is variabel van kleur, maar is meestal crème of bleekgeel van kleur, met vlekken en strepen van roodachtig of grijsbruin, die de neiging hebben om verticale strepen te vormen.
De basale schijf is hol en kan stevig aan het substraat blijven kleven. Daarboven ligt de limbus (de verbinding tussen de basale schijf en de kolom), en net daarboven bevinden zich de relatief prominente cinclides (gespecialiseerde poriën), elk op een kleine heuvel. Deze stoten gemakkelijk draadachtige acontia (stekels) uit wanneer het dier wordt gestoord. Aan de bovenkant van de kolom bevinden zich tot 700 slanke tentakels van gemiddelde lengte. Ze zijn doorschijnend en geelachtig tot oranje van kleur, met overlangse lijnen van roodbruin.

## Taxonomie
Calliactis parasitica werd voor het eerst beschreven onder de naam Actinia parisitica, in de Cornish Fauna. Dit werk was begonnen door Jonathan Couch, maar het derde deel, waarin C. parasitica werd beschreven, werd geschreven door zijn zoon, Richard Quiller Couch. Couch was van mening dat zijn nieuwe soort "waarschijnlijk kan worden beschouwd als een variëteit van de Actinia gemmacea [nu Aulactinia verrucosa]", hoewel zijn exemplaren "niet de schijn hadden dat ze tot die soort behoorden".

## Verspreiding
Calliactis parasitica komt voor in de noordoostelijke Atlantische Oceaan en de Middellandse Zee. Zijn Atlantisch bereik strekt zich uit van Zuidwest-Europa tot ver in het noorden tot aan de westkust van Wales en Ierland, en het Engelse Kanaal. Hoewel deze soort is geregistreerd vanuit de zuidelijke Noordzee, worden die gegevens als twijfelachtig beschouwd. De diepteverdeling van C. parasitica varieert van een diepte van 60 meter tot de sublitorale zone; het wordt zelden gevonden in de kuststreek.

## Ecologie

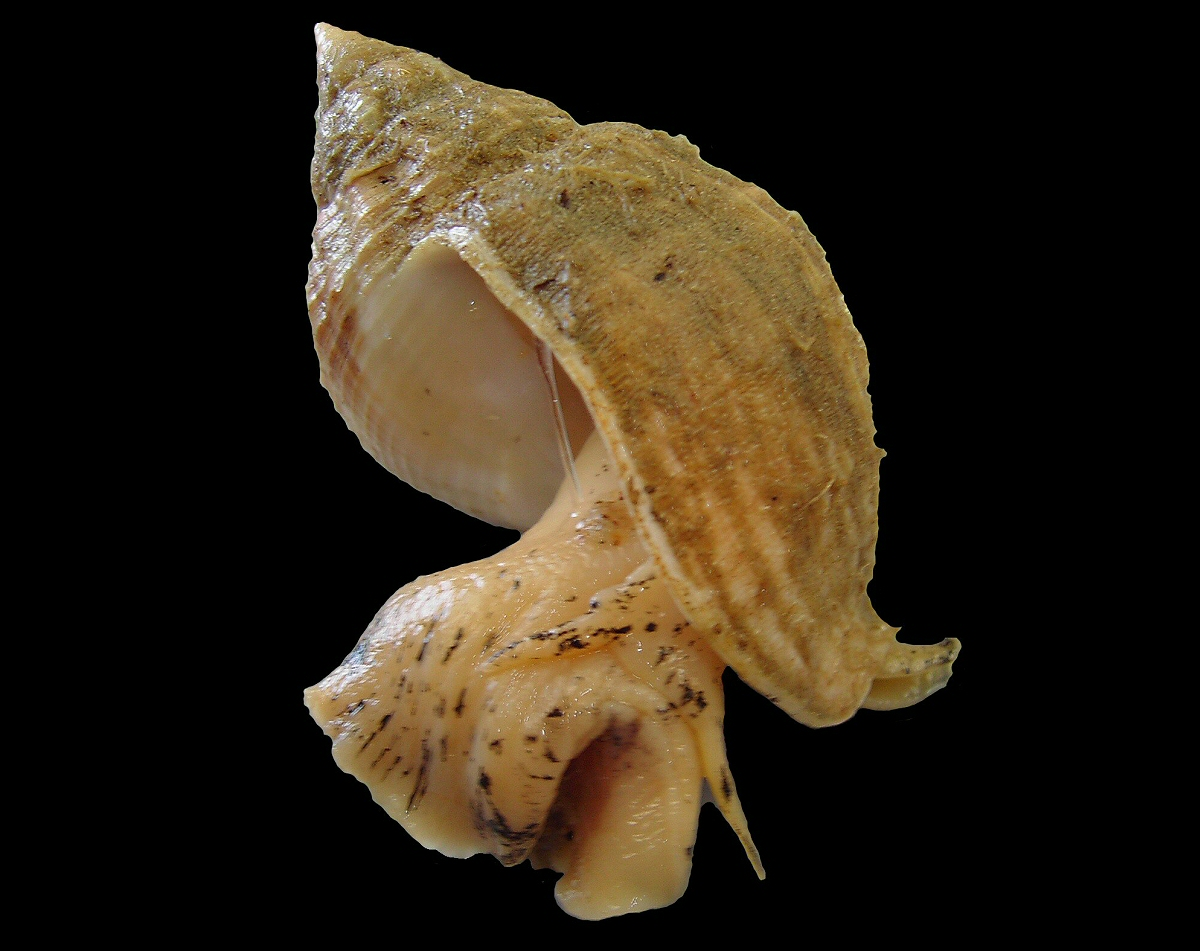
De schelp van de zeeslak Buccinum undatum (hier afgebeeld) wordt gekoloniseerd door C. parasitic wanneer de lege schaal wordt bewoond door een heremietkreeft

Hoewel Calliactis parasitica zich af en toe hecht aan stenen of lege schelpen, wordt hij meestal gevonden op een buikpotige schelp die wordt bewoond door een heremietkreeft, en er kunnen zelfs meerdere individuen op dezelfde schelp leven. Rond de Britse Eilanden is de heremietkreeft gewoonlijk de gewone heremietkreeft (Pagurus bernhardus), maar andere species kunnen met C. parasitica in andere delen van zijn gamma worden geassocieerd. Van C. parasitica wordt gedacht dat het een chemisch signaal gebruikt om zijn favoriete schild, dat van de wulk Buccinum undatum, te detecteren omdat het is waargenomen in aquaria de schelp van een levende B. undatum te koloniseren, al zorgt de wulk ervoor dat de zeeanemoon daar niet blijft.
Calliactis parasitica kan overleven zonder de heremietkreeft, en de heremietkreeft kan overleven zonder C. parasitica, maar ze gaan met elkaar om tot wederzijds voordeel; dit staat bekend als mutualisme. De heremietkreeft wordt beschermd tegen roofdieren door het steken van de zeeanemoon, en de zeeanemoon krijgt meer voedsel door het materiaal dat door de bewegingen van de heremietkreeft wordt opgeworpen. Deze relatie is blijkbaar in gang gezet door de zeeanemoon, die een complexe reeks manoeuvres begint om de schelp te beklimmen die door de heremietkreeft wordt gedragen; de heremietkreeft blijft passief terwijl deze manoeuvres plaatsvinden.
Octopussen zullen schelpen vermijden die C. parasitica dragen, maar zullen volharden in het aanvallen van schelpen die de heremietkreeft Pagurus prideaux bevatten en de zeeanemoon Adamsia palliata dragen. In aquariumomgevingen kan het mutualisme tussen C. parasitica en de heremietkreeft Dardanus arrosor afbreken; deze verstoring wordt voorkomen of omgekeerd wanneer chemische signalen van octopussen aanwezig zijn. De aanwezigheid van koppotigen kan daarom nodig zijn om de relatie tussen de heremietkreeft en de anemoon in stand te houden.